# Club Escacs Barcino
El Club Escacs Barcino va ser una entitat esportiva de Barcelona. Fundat al final de la dècada de 1960, vaig néixer amb el nom d'Associació Barcinona. Durant els anys setanta va tenir una gran activitat i al final del 1980 és vinculà amb el Club Tennis Barcino i va adoptar el nom de C.E. Barcino.
Guanya el Campionat absolut de Catalunya (1980, 1994, 1995) i d'Espanya (1997). Gràcies a aquesta darrera victòria l'any següent va participar al Campionat d'Europa de clubs. Fou campió de Catalunya de partidas ràpides en quatre ocasions (1994-1995-1996-1997) i també campió de la Copa Catalana tres anys seguits (1995-1996 i 1997).[1] També fou subcampió del Campionat d'Espanya (1996). Com a Associació Barcinona, destaquen entre altres, jugadors com Gregori Garcia Conesa, Josep Garriga i Nualart, Josep Batalla i Batalla, Lluís Coll i Enriquez, Lluís González i Mestres, Germans Saenz Jordi i Josep Maria, Antoni Bernet i Fernandez, Jordi Mercado i Villelia, Miguel Serrano Pertiñez, Jordi Estrella Vidiella, entre altres forts jugadors. En canviar de seu i de nom, els forts jugadors i grans mestres, Kevin Spraggett, Elizbar Ubilava, Mihai Suba, juntament amb Gregori Garcia Conesa, Lluís Coll i Enriquez, Manel Garcia i Garcia, Josep Parés i Vives, Robert Altisen i Palmada, Josep Batalla i Batalla i el seu president Lluís Viladot i Serra, formaven el primer i únic equip de la secció d'escacs del Tennis Barcino.